# 2972 Niilo
2972 Niilo (1939 TB) là một tiểu hành tinh vành đai chính được phát hiện ngày 7 tháng 10 năm 1939 bởi Y. Vaisala ở Turku.